# Manfred Sanden

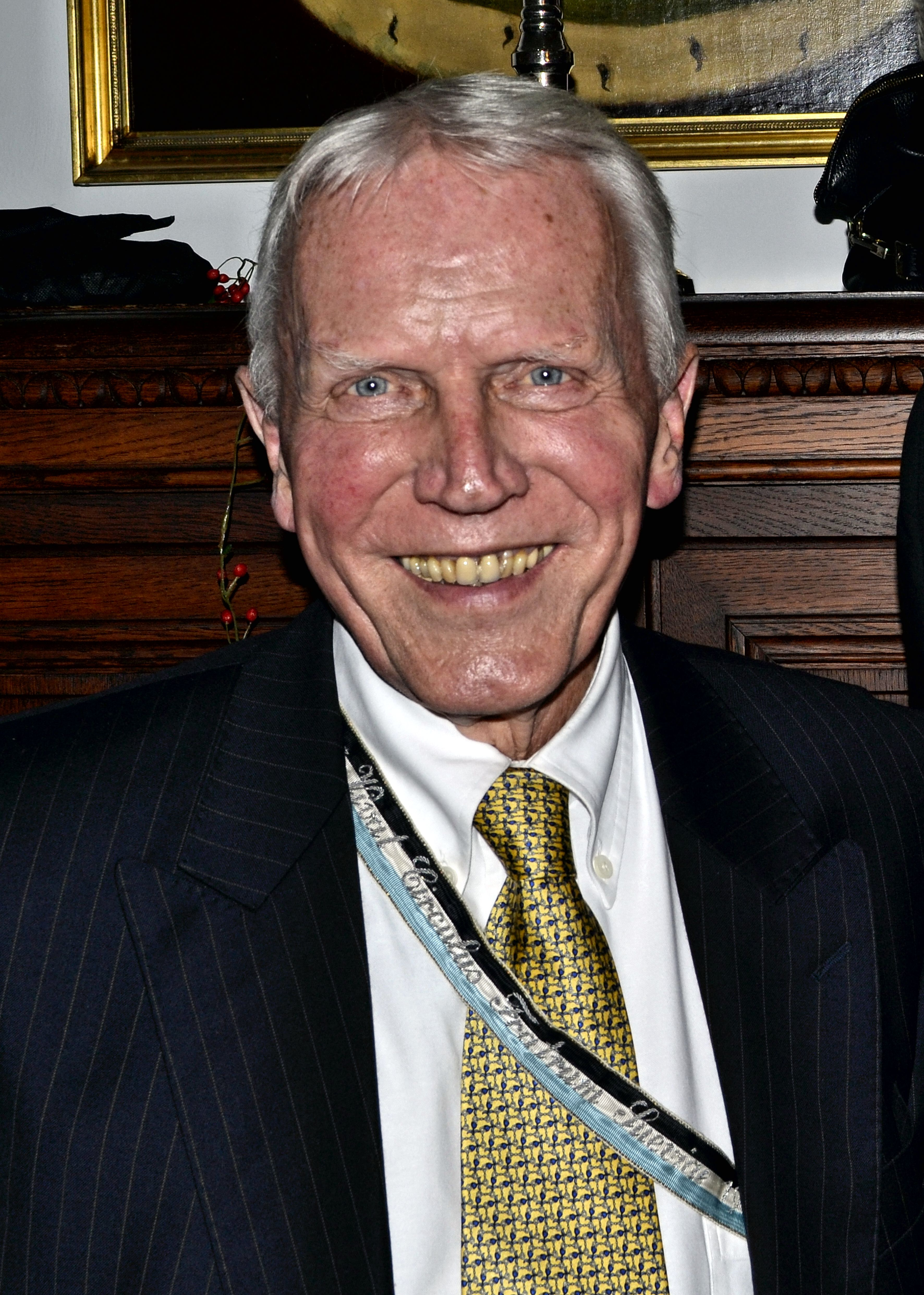
Manfred Sanden, 2017

Manfred H. G. Sanden (* 15. Mai 1940 in Königsberg (Preußen)) ist ein deutscher Rechtsanwalt, Kaufmann und Politiker (CDU). 1975 wurde er Mitglied des Landtags von Nordrhein-Westfalen.

## Leben
Manfred Sanden erlangte im Jahr 1960 das Abitur. Er studierte an der Ludwig-Maximilians-Universität Rechtswissenschaft. 1961 wurde er im Corps Suevia München recipiert. 1964 legte er das erste juristische Staatsexamen in München ab. Er wurde 1967 an der Universität zu Köln zum Dr. iur. promoviert. Das Assessorexamen bestand er 1969 am Oberlandesgericht Düsseldorf. Danach war er als Rechtsanwalt, selbständiger Kaufmann (Komplimentär) und geschäftsführender Gesellschafter tätig. Seit 2003 ist er Seniorpartner in der mittelständischen Anwaltskanzlei ebl esch&kramer.
Sanden ist seit 1971 CDU-Mitglied, seit 1973 Mitglied der CDU Nordrhein-Westfalen und lebt in Wuppertal. Er wurde Mitglied des Landesvorstandes der Wirtschaftsvereinigung Rheinland und anschließend Mitglied des Landesvorstandes der Wirtschaftsvereinigung Nordrhein-Westfalen. Mit einem Direktmandat vertrat er den Wahlkreis 59 (Wuppertal IV) vom 28. Mai 1975 bis zum 28. Mai 1980 im  8. Landtag Nordrhein-Westfalen. Er hatte mit 27.425 Stimmen gleich viele Stimmen erhalten wie sein SPD-Konkurrent Uwe Herder, aber den Losentscheid des Kreiswahlleiters gewonnen. In den 9. und 10. Landtag, vom 29. Mai 1980 bis zum 30. Mai 1990, zog er über die Landesliste ein.
Manfred Sanden ist verheiratet und hat drei Kinder.